# 野村奈央
野村 奈央（のむら なお、1999年〈平成11年〉8月10日 - ）は、日本のタレント・女優である。女性アイドルグループ・AKB48の元チームKドラフト研究生である。愛知県出身。

## 略歴
2015年
- 3月1日、「第2回AKB48グループ ドラフト会議」候補者オーディションの3次審査に妹の野村実代[注 1]とともに合格しドラフト指名候補者となる。
- 5月10日、前記ドラフト会議にて、AKB48チームKに第1巡目で指名される[注 2][3]。
- 6月25日、横山チームK「RESET」公演において、前座として「渚のCHERRY」をソロで歌唱して劇場デビュー[4]。
- 9月13日開演の春風亭小朝「イヴはアダムの肋骨」公演[5]から寄席芸・玉すだれを実演。
- 9月16日、「第6回AKB48グループじゃんけん大会」で12位となり、カップリング曲参加メンバー[6]に選出。
- 10月28日、田原総一朗「ド〜なる?!ド〜する?!AKB48」公演[7]で、AKB48劇場公演の本編にデビュー。
- 12月17日、峯岸チームK「最終ベルが鳴る」公演[8]に初出演。

2016年
- 1月、BOMB! 2016年2月号（学習研究社）[9]の「チーム研究生連載『GO!AKIBA!』」にて、バスケットボールで遊ぶ姿を掲載。
- 7月25日から8月5日にかけて、赤坂ACTシアターで上演された舞台「マジすか学園 〜Lost In The SuperMarket〜」に出演[10][11]。
- 9月、 ｢月刊AKB48グループ新聞｣ 2016年9月号（日刊スポーツ新聞社）[12]の「茂木忍のみんなのハートをもっぎもぎ」にて、初のグラビアを掲載。
- 10月18日、「僕の太陽」リバイバル公演[13][14]に初出演。
- 10月、『BRODY』2016年12月号（白夜書房）[15]の「9時間半に込めた願い」にて、SHOWROOM配信等についてのインタビューを掲載。
- 12月18日、「SHOWROOM AWARD 2016」AKB部門にて『BEST AKB PERFORMER』[16]を受賞。[17]。

2017年
- 7月3日に行われた峯岸チームK「最終ベルが鳴る」公演にて、AKB48からの卒業を発表[18]。
- 8月7日、AKB48 CAFE&SHOPSにて、ソロイベント『野村奈央は最高で最強でしたよね???〜にゃおらー大集合〜』[19]を開催。
- 8月10日、AKB48劇場にて卒業公演[18]。同月13日に幕張メッセで行われた「願いごとの持ち腐れ」劇場盤発売記念大握手会にてAKB48としての活動を終了[18]。
- 8月25日、AKB48卒業後、TwitterとInstagramを開設[20][21]。
- 10月5日、フレイヴ エンターテインメント所属を発表[22]。
- 11月4日 - 12月9日、韓国のバラエティ番組「校則違反修学旅行」（JTBC）に出演[23]。

2018年
- 3月21日、京セラドームで行われた「KANSAI COLLECTION 2018 SPRING & SUMMER」に出演[24]。
- 7月18日 - 22日、AKB48卒業後初めての舞台、「ガスマスクの伊藤さん」に出演[25]。
- 8月27日、17 Live配信開始[26]。

2019年
- 4月30日をもってフレイヴエンターテインメントを退社[27]。

## 人物
- 愛称は、なお、なおちゃん、にゃお、のむ姉。
- 趣味[2]は、映画・舞台鑑賞、ウインドウショッピング。
- 特技[2]は、側転、レモン丸かじり、バスケットボール、南京玉簾、ダンス。
- 目標メンバーは、AKB48Gドラフト候補生時：白間美瑠、吉田朱里[28]。第6回じゃんけん大会時：小嶋陽菜、永尾まりや[29]。
- 長所は、負けず嫌い、元気で明るい、ちょっと天然[28]。ポジティブ、なんでも楽しめる[29]。
- 短所は、食べ物の好き嫌いが多い[28]。ぼけ～っとしていることが多い、すぐ泣く[29]。
- 好きな言葉は、「過去と他人は変えられない 未来と自分は変えられる！」[29]。
- 好きな色は、赤[30]、黒[31]、紫、白。
- 好きな食べ物は、焼肉[32]、タピオカ、かき氷。
- 好きなパンは、クロワッサン。
- 好きな季節は、冬。
- 家族[33]は、父、母、妹（SKE48 チームS 野村実代[34]）。
- 飼ってる猫は、「きんぐさま」。
- 実家で飼ってる猫は、「そら」、「しずく」、「ゆず」、「ナナ」。
- AKB48加入当初のキャッチフレーズは、「愛知県からきました、チームKドラフト研究生の16歳、野村奈央です。」。
- 自分のファンを「にゃおらー」[32]と呼んでいる。

## 参加楽曲
- シングルCD「右足エビデンス」（「藤田奈那」名義、2015年12月23日）に収録
  - 君は今までどこにいた? - 「AKB48」名義[35]

### 劇場公演ユニット曲
横山チームK「RESET」公演
- 渚のCHERRY（前座ガール）

田原総一朗「ド〜なる?!ド〜する?!AKB48」公演
- 純愛のクレッシェンド

峯岸チームK「最終ベルが鳴る」公演
- おしべとめしべと夜の蝶々

リバイバル公演「僕の太陽」
- アイドルなんて呼ばないで
- ヒグラシノコイ[注 3]

## 出演

### バラエティ番組
- 校則違反修学旅行（2017年11月4日 - 12月9日、JTBC）[23]

### テレビドラマ
- MUSE9 season2『ACUP』（2019年6月24日、千葉テレビ） - 主演

### 映画
- 短編映画『ファイナルスピリット〜もし君がヒーローだったら〜』（2019年） - マスター奈良橋の娘 役[37]

### 舞台
- マジすか学園 〜Lost In The SuperMarket〜（2016年7月25日 - 8月5日、赤坂ACTシアター） - テキサス 役[10][11]
- ガスマスクの伊藤さん（2018年7月18日 - 22日、六行会ホール）[38]
  - 「伊地梅ウテナ」編 - 主演：伊地梅ウテナ 役
  - 「薄井カゲアキ」編 - 踊椙乱乱 役
- 春過ぎて、アルタイル（2018年8月21日 - 26日、浅草九劇） - 愛星園未 役[39]
- 竜二〜お父さんの遺した映画〜（2018年10月24日 - 28日、シアターグリーンBIG TREE THEATER） - 涼子、少女B 役[40]
- アドリブ心理劇『レジスタンスイレブン～クリスマスを守り抜け～』（2018年12月8日 - 9日・15日、コフレリオ新宿シアタ―）[41]
- 人狼系アドリブ推理バトル【レジスタンスイレブン】～バレンタインを守り抜け！～（2020年2月12日、コフレリオ新宿シアタ―）[42]

### イベント
- KANSAI COLLECTION（京セラドーム）
  - 2018 SPRING & SUMMER（2018年3月21日）
  - 2018 AUTUMN & WINTER（2018年8月29日）[43]
- 「ガスマスクの伊藤さん～伊地梅ウテナの物語～」スペシャルイベント（2018年11月30日、イオンシネマみなとみらい）[44]
- 夏の特大SP〜nap!!!!&あきバズ〜（2019年7月21日、新宿グラムシュタイン）[45]
- 劇場型ドラマ [第5弾]『きらめけ！VIVACIOUS ANGEL♡』（2019年10月6日、渋谷シダックス カルチャーホール）[46]
- RaBO produce vol.19 即興朗読会「Halloween Reading Party」（2019年10月19日 - 20日、高円寺スタジオK）[47]